# Tephrosia polyphylla
Tephrosia polyphylla là một loài thực vật có hoa trong họ Đậu. Loài này được (Chiov.) J.B.Gillett miêu tả khoa học đầu tiên.